# Aerangis gracillima
Aerangis gracillima é uma espécie de orquídea monopodial epífita, família Orchidaceae, que habita Camarões e Gabão.